# Sascha Goetzel
Sascha Goetzel (ou Götzel ; Vienne, 1970), est un chef d'orchestre autrichien. 

## Biographie
Sascha Goetzel commence ses études de violon à l'Académie de musique de Graz, puis étudie à la Juilliard School où il est invité par Seiji Ozawa en tant que membre de la communauté de Tanglewood. Un engagement en tant que remplaçant du Philharmonique de Vienne fait de lui un membre de longue date de l'orchestre. Il suit des cours de direction d'orchestre avec Zubin Mehta, Seiji Ozawa et Riccardo Muti. À l'Académie Sibelius en Finlande, il étudie pour sa maîtrise avec Jorma Panula. 
Sascha Goetzel est chef résident du Festival de musique du Pacifique, fondé par Leonard Bernstein, et directeur musical et chef associé de l'orchestre philharmonique autrichien-coréen et l'Orchestre de l’Institut d’Attergau (l’orchestre de formation du Philharmonique de Vienne). 
En Autriche, son pays d'origine, il dirige l'orchestre de chambre de Vienne et l'orchestre Tonkünstler de Basse-Autriche et travaille à l'échelle internationale, par exemple avec l'Orchestre symphonique de Moscou, l'Orchestre symphonique de radio Bratislava, l'Orchestre symphonique de Birmingham, l'Orchestre symphonique de Shanghai, le Berliner Symphoniker, l'Orchestre symphonique de Bâle, l'Orchestre Gelders, l'Orchestre de Bretagne et le NDR Radiophilharmonie de Hanovre. 
Parmi les instrumentistes éminents qu'il accompagne, notons Rudolf Buchbinder, Olli Mustonen et Vadim Repin. Il travaille également comme arrangeur pour José Carreras, Ramón Vargas, l'Ensemble Wien et le Tonkünstler-Orchester Niederösterreich. 
En 2001, il fait ses débuts au Volksoper Wien. En 2003, il dirige l'inauguration du bal de l'opéra de Vienne et de l'opéra pour enfants Pinocchio au Staatsoper de Vienne. 
Durant la saison 2006-2007, il dirige les nouvelles productions Casse-Noisette à l'Opéra national et Das Land des Lächelns au Volksoper, ainsi qu'à l'invitation de Valeri Guerguiev, des concerts au théâtre Mariinsky à Saint-Pétersbourg. Il travaille également plusieurs fois au Tiroler Landestheater Innsbruck, où il a notamment dirigé Le comte de Luxembourg de Lehár, Mozart et La Bohème de Puccini. Au cours de la saison 2010-2011, il crée la nouvelle production de l'opéra Les joyeuses épouses de Windsor d'Otto Nicolai au Volksoper de Vienne. 
Depuis septembre 2007, Goetzel est chef principal de l'orchestre symphonique de Kuopio en Finlande. Depuis juin 2008, il est directeur artistique et chef principal de l'orchestre philharmonique de Borusan, à Istanbul. Avec cet orchestre, il enregistre un disque composé d'œuvres de Respighi, Hindemith et Schmitt pour le label Onyx.
Depuis 2022 il est le directeur musical de l'Orchestre national des Pays de la Loire (ONPL).

## Prix
Goetzel a reçu la bourse d'études internationale Rotary et un prix de direction d'orchestre pour le Tanglewood Music Festival.

## Discographie
- Respighi (Belkis) ; Hindemith (Métamorphoses symphoniques) ; Schmitt (La Tragédie de Salome) - Borusan Istanbul Philharmonic Orchestra, dir. Sascha Goetzel (24-29 mai 2009, Onyx ONYX4048) (OCLC 811550698)
- Musique de l'âge de la machine : Prokofiev (Ala et Lolly), Schulhoff (Ogelala), Bartók (Le Mandarin merveilleux), Holst (The perfect fool) et Ravel (La Valse) - Borusan Istanbul Philharmonic Orchestra, dir. Sascha Goetzel (11-15 juin 2011, Onyx ONYX4086) (OCLC 858155167)
- Rimski-Korsakov, Shéhérazade - Borusan Istanbul Philharmonic Orchestra, dir. Sascha Goetzel (11-15 février 2014, Onyx ONYX4124) (OCLC 883867294)
- Turnage, Concerto pour deux violons « Shadow Walker » ; Berlioz, Symphonie fantastique - Borusan Istanbul Philharmonic Orchestra, dir. Sascha Goetzel (23 octobre 2017, Onyx ONYX4188) (OCLC 1036383435)